# Sankt-Peter-Kirche (Hohendodeleben)

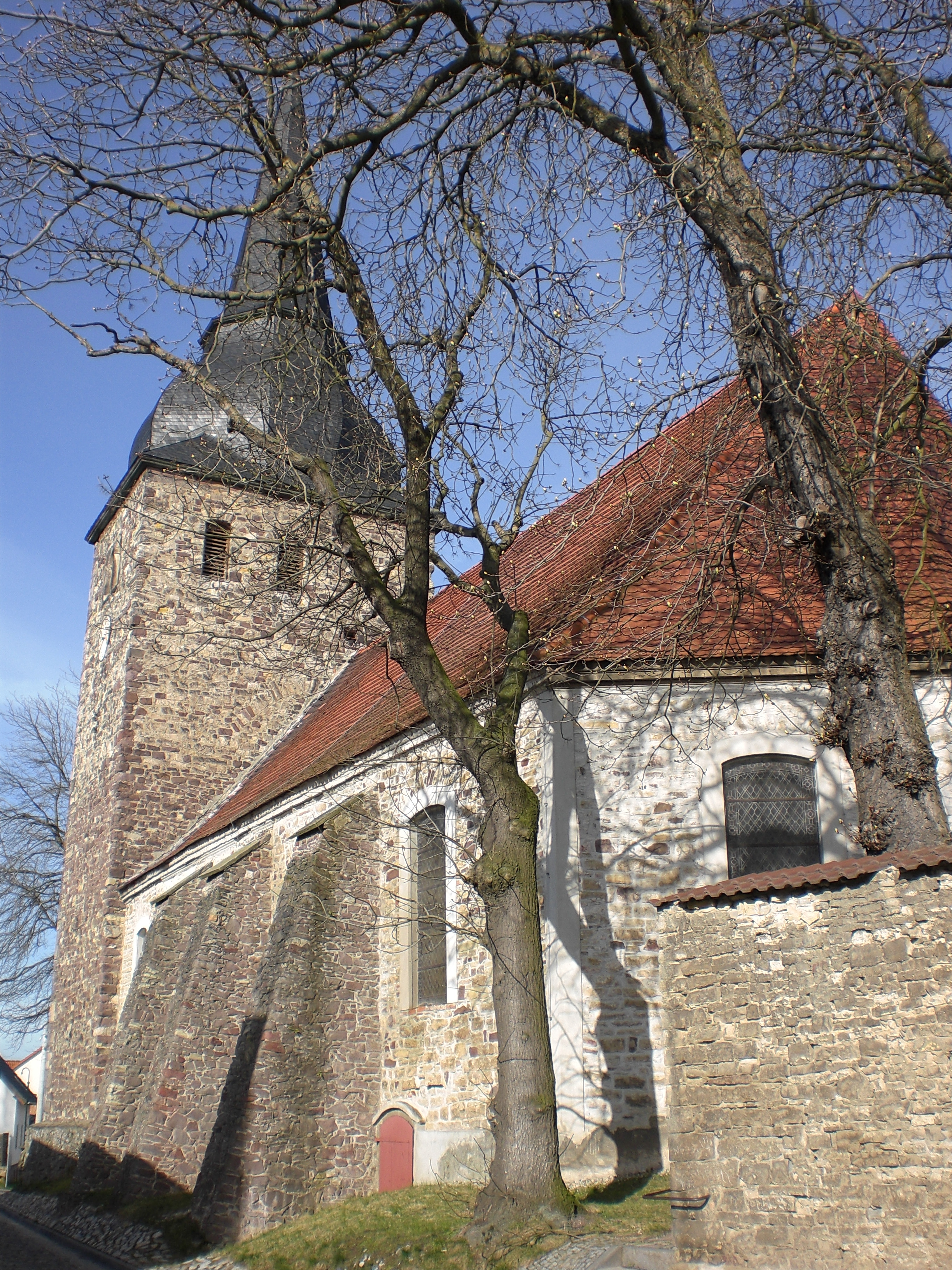
Sankt-Peter-Kirche, Südseite mit 1899 angefügten zusätzlichen Stützpfeilern

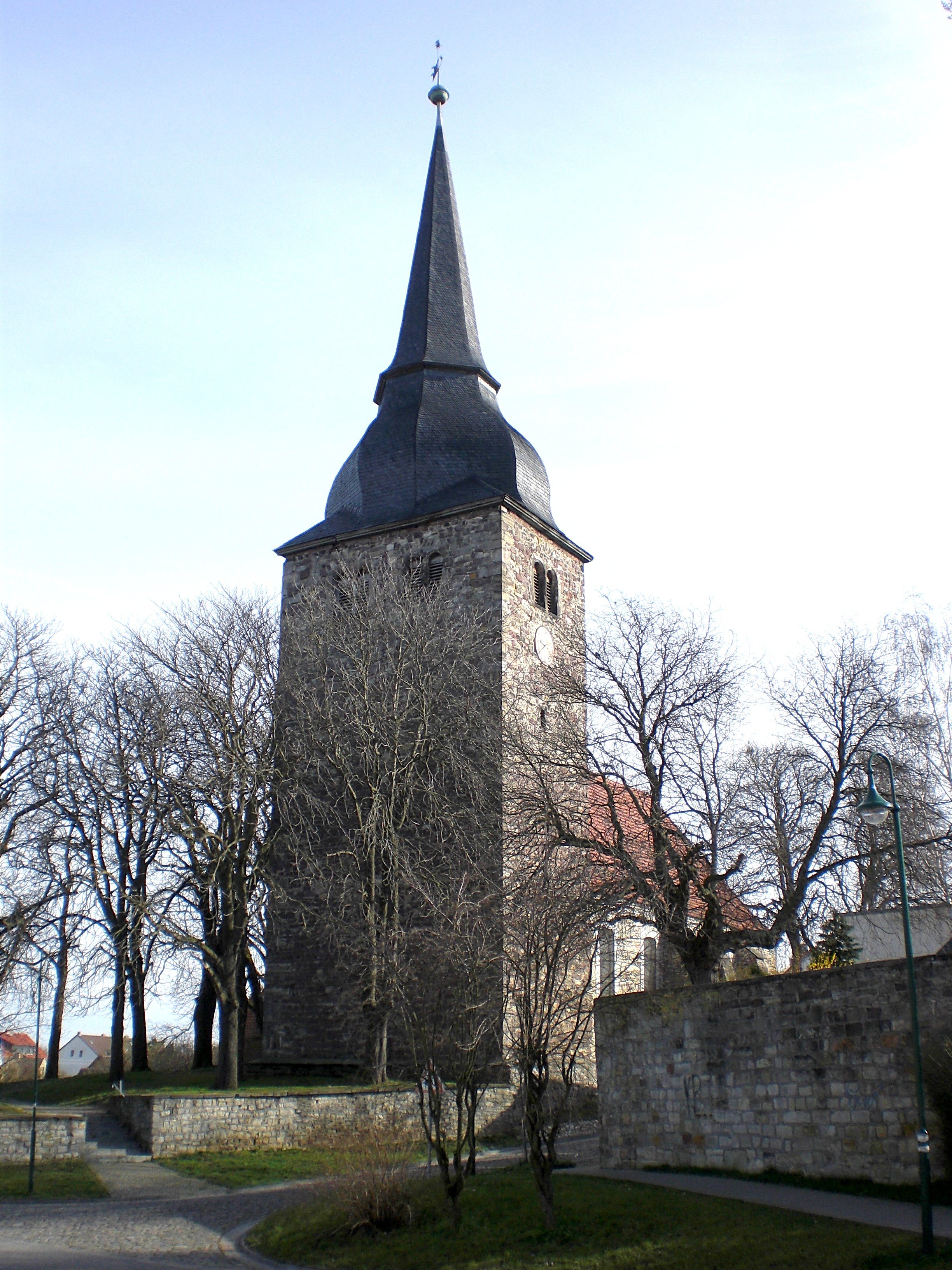
Westseite mit Turm

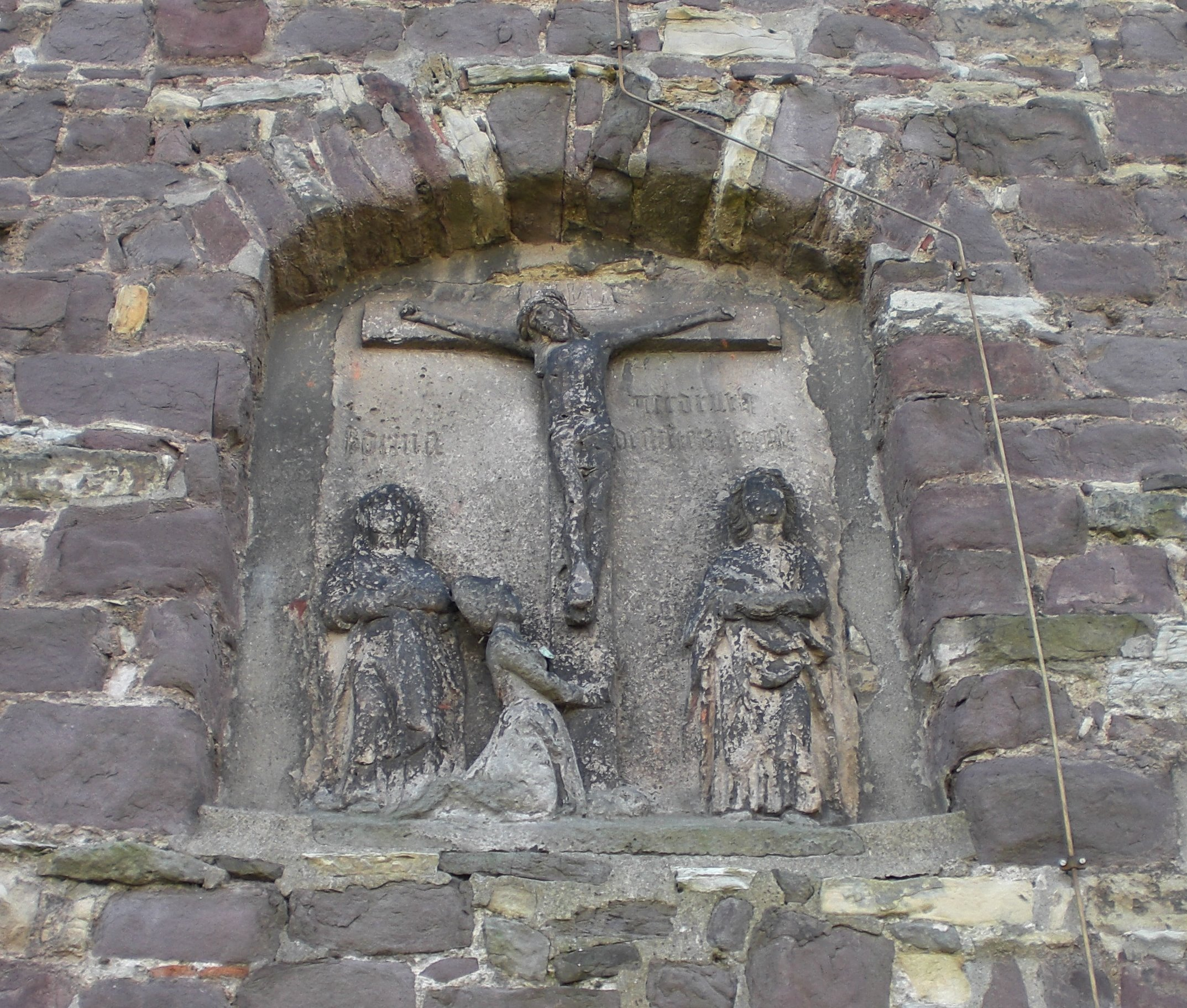
Relief an der Westseite

Die Sankt-Peter-Kirche ist die evangelische Kirche des Dorfes Hohendodeleben in Sachsen-Anhalt.

## Architektur
Die Kirche wurde im Stil des Barock 1747 und 1770 erbaut. Der westlich, auf rechteckigem Grundriss quer zum Kirchenschiff erbaute Kirchturm stammt von einem Vorgängerbau und geht auf die Frühgotik oder sogar die Spätromanik zurück. An der Westwand des Turms befindet sich ein von einer Frau Gertrud Katharina gestiftetes Kreuzigungsrelief aus dem 16. Jahrhundert. Die Schallöffnungen des Turms wurden als Flachbogen erneuert. Der Chor weist einen Dreiachtel-Schluss auf.
Auf der Südseite des Kirchenschiffs wurden 1899 sehr große Stützpfeiler angefügt. 1997/98 erfolgte eine Restaurierung der Kirche.
Westlich der Kirche befindet sich ein historisches Kriegerdenkmal.

## Innenraum
Die Decke des Kirchenschiffs ist als hölzerne Tonne gestaltet und wie auch Teile der Wände mit Rocaillen bemalt. Eine dreiseitige Empore, nach einer Inschrift 1770 entstanden, nimmt die Seitenwände des Schiffs ein. Die Ausstattung stammt aus dem Spätbarock. Zu nennen ist hier ein aus Holz gefertigter Kanzelaltar und ein in Form einer Vase gefertigter Taufstein. An der nördlichen Seitenwand des Chors befindet sich ein aus der Mitte des 15. Jahrhunderts stammendes, Christus als Weltenrichter in der Mandorla zeigendes Relief aus Stein.
Der Prospekt der Orgel ist fünfteilig und sparsam mit Akanthusornamentik verziert.

## Personen
Am 23. Januar 1761 wurde im Pfarrhaus der Kirche der Dichter Friedrich von Matthison geboren. Sein wenige Wochen zuvor verstorbener Vater Johann Friedrich Matthison war Pfarrer der Gemeinde. Eine am Pfarrhaus angebrachte Gedenktafel erinnert an den Dichter.
Der 1829 geborene Pfarrer und Hymnologe Albert Fischer verbrachte hier als Sohn des Pfarrers der Sankt-Peter-Kirche seine Kindheit.